# Hóquei em patins da União Desportiva Oliveirense
A União Desportiva Oliveirense é um clube português, localizado na cidade de Oliveira de Azeméis, na Área Metropolitana do Porto. A sua equipa de hóquei em patins disputa a 1ª Divisão do Campeonato Português de Hóquei em Patins.

## História do Hóquei em Patins na UD Oliveirense
Não há dados concretos, mas terá sido em 1969 que começaram as primeiras conversas para a criação de uma equipa de hóquei em patins em Oliveira de Azeméis, dada a popularidade da modalidade conjugada com o facto de o Clube Escola Livre de Azeméis se encontrar inactivo nesta modalidade havia alguns anos.
Um dos principais mentores deste projecto foi o Professor António Costeira, antigo hoquista da Escola Livre, que se tornou treinador e dirigente da equipa de hóquei em patins da União Desportiva Oliveirense.
A partir de Janeiro de 1970, e por indicação da FPP, a Oliveirense passa a fazer parte da Associação de Patinagem de Aveiro. No entanto, nesta época o campeonato regional em Aveiro não se realizaria e a UD Oliveirense acabaria por disputrar o Campeonato Regional do Porto, prova que servia de apuramento para a 2ª Divisão Nacional. Contando com apenas sete atletas federados, a Oliveirense conseguiria sagrar-se campeã regional invicta no seu ano de estreia em provas oficiais, igualando o feito do Futebol Clube do Porto, ocorrido alguns anos antes.
Apesar de se ter sagrado campeã, a Oliveirense não viria a ser promovida à 1ª Divisão Nacional, sendo obrigada a voltar a disputar o campeonato regional de Aveiro na época seguinte.
Actualmente disputa a 1ª Divisão Nacional, sendo considerada o 3º 'Grande' no Hóquei em Patins em conjunto com o SL Benfica e o FC Porto.

## Plantel 2017–18

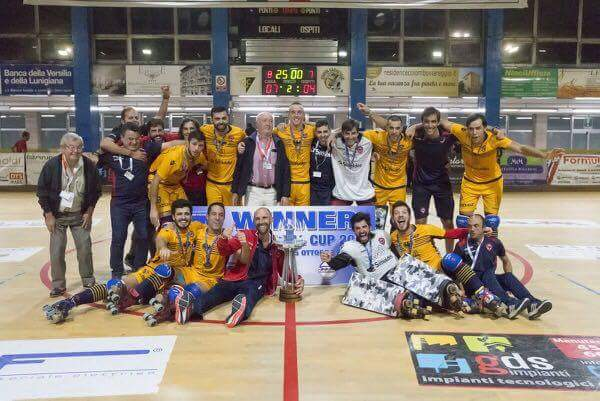
Equipa sénior de Hóquei em Patins da União Desportiva Oliveirense

## Palmarés
Campeonato Nacional 1ª Divisão
 Vice-campeã (2): 1986–87, 2018-19
 3ºLugar  (10): 1996–97, 2003–04, 2004–05, 2006–07, 2009–10, 2010–11, 2012–13, 2014-15, 2015-16, 2016-17
Taça de Portugal
 Vencedora (4): 1996–97, 2010–11, 2011–12, 2018–19
 Finalista (3): 1986–87, 1995–96, 2012–13
Liga Europeia de Hóquei em Patins
Participações: 6
Primeira participação: 1997–98
Melhor classificação: Finalista 2015–16 e 2016–17
Taça World Skate Europe
Participações: 14
Primeira participação: 1989–90
Melhor classificação:  Vencedora (3): 1996–97
Taça das Taças
Meias Finais 1987–88 (única participação)
Taça Continental
Melhor classificação:  Vencedora (1): 2017

## Plantel 2017–18[2]
| 26             | Portugal | Domingos Pinho       | Guarda-Redes            |                         |                         |                         |                         |
| 88             | Espanha  | Xavier Puigbi        | Guarda-Redes            |                         |                         |                         |                         |
| 61             | Portugal | Tiago Rodrigues      | Guarda-redes            |                         |                         |                         |                         |
| 4              | Portugal | Nuno Araújo          | Defesa/Médio            |                         |                         |                         |                         |
| 9              | Espanha  | Jordi Bargalló       | Defesa/Médio            |                         |                         |                         |                         |
| 7              | Portugal | Pedro Moreira        | Defesa/Médio            |                         |                         |                         |                         |
| 87             | Espanha  | Jordi Burgaya        | Defesa/Médio            |                         |                         |                         |                         |
| 29             | Espanha  | Jepi Selva           | Avançado                |                         |                         |                         |                         |
| 74             | Espanha  | Pablo Cancela        | Avançado                |                         |                         |                         |                         |
| 44             | Portugal | João Souto           | Avançado                |                         |                         |                         |                         |
| 77             | Portugal | Ricardo Barreiros    | Avançado                |                         |                         |                         |                         |
| Direcção       |          |                      |                         |                         |                         |                         |                         |
|                | Portugal | António Valente      | Presidente Secção       | Presidente Secção       | Presidente Secção       | Presidente Secção       | Presidente Secção       |
|                | Portugal | Rui Vila             | Director                | Director                | Director                | Director                | Director                |
|                | Portugal | João Paulo Fernandes | Director                | Director                | Director                | Director                | Director                |
|                | Portugal | João Nuno Araújo     | Director                | Director                | Director                | Director                | Director                |
|                | Portugal | Avelino Bastos       | Director                | Director                | Director                | Director                | Director                |
|                | Portugal | Anibal Valente       | Director                | Director                | Director                | Director                | Director                |
|                | Portugal | António Vaz Soares   | Tesoureiro              | Tesoureiro              | Tesoureiro              | Tesoureiro              | Tesoureiro              |
| Equipa Técnica |          |                      |                         |                         |                         |                         |                         |
|                | Portugal | Tó Neves             | Treinador               | Treinador               | Treinador               | Treinador               | Treinador               |
|                | Portugal | Pedro Lopes          | Treinador Adjunto       | Treinador Adjunto       | Treinador Adjunto       | Treinador Adjunto       | Treinador Adjunto       |
|                | Portugal | Nuno Cerqueira       | Preparador físico       | Preparador físico       | Preparador físico       | Preparador físico       | Preparador físico       |
|                | Portugal | José Freitas         | Técnico de Equipamentos | Técnico de Equipamentos | Técnico de Equipamentos | Técnico de Equipamentos | Técnico de Equipamentos |
|                | Portugal | Luís Madaíl          | Fisioterapeuta          | Fisioterapeuta          | Fisioterapeuta          | Fisioterapeuta          | Fisioterapeuta          |